# 陳得時
陳得時（1916年—），字德之，廣東東莞人，第1屆中華民國立法委員。 
陳得時1916年生於南美洲英屬圭亞那。1939年畢業於上海復旦大學法學院經濟系。1939年至1941年間曾任上海銀行週報社總編輯助理、香港商報週刊編輯。1942年任財政部高級稅務員，歷任直接稅局股長、審核員、審核室主任，又任廣州大學財政學講師。抗日戰爭勝利後，出任廣州直接稅局所得稅課課長。1947年冬任廣東省實業公司經濟研究專員，1949年去香港，創辦匯源公司。後曾任英華企業公司董事長，香港旅遊中心有限公司副董事長，香港金碧旅遊有限公司董事長，英國華裔總會副會長、監察長等職。1983年12月獲遴選為中華民國立法院增額僑選立法委員。